# USS Astoria (CA-34)
USS Astoria byl těžký křižník třídy New Orleans sloužící během druhé světové války v americkém námořnictvu. Konstrukce lodi byla vylepšením předchozí třídy Northampton. Křižník postavila americká loděnice Puget Sound Naval Shipyard.
Astoria doprovázela americké letadlové lodě v bitvách v Korálovém moři a u Midway. Křižník byl potopen dne 9. srpna 1942 v bitvě u ostrova Savo. Japonskému císařskému námořnictvu se zde podařilo spojence zcela zaskočit a v noční bitvě byly potopeny celkem čtyři spojenecké těžké křižníky (Astoria, USS Quincy, USS Vincennes a australský HMAS Canberra).